# Лугофф (Південна Кароліна)
Лугофф (англ. Lugoff) — переписна місцевість (CDP) в США, в окрузі Кершо штату Південна Кароліна. Населення — 9990 осіб (2020).

## Географія
Лугофф розташований за координатами 34°13′16″ пн. ш. 80°41′8″ зх. д. / 34.22111° пн. ш. 80.68556° зх. д. (34.221002, -80.685550).  За даними Бюро перепису населення США в 2010 році переписна місцевість мала площу 39,59 км², з яких 38,94 км² — суходіл та 0,65 км² — водойми.

## Демографія
Згідно з переписом 2010 року, у переписній місцевості мешкали 7434 особи в 2861 домогосподарстві у складі 2130 родин. Густота населення становила 188 осіб/км².  Було 3017 помешкань (76/км²).
Расовий склад населення:
| - 79,9 % — білих - 16,9 % — чорних або афроамериканців - 0,5 % — азіатів - 0,2 % — корінних американців - 0,1 % — вихідців з тихоокеанських островів - 1,0 % — осіб інших рас |

До двох чи більше рас належало 1,4 %. Частка іспаномовних становила 2,7 % від усіх жителів.
За віковим діапазоном населення розподілялося таким чином: 26,3 % — особи молодші 18 років, 60,4 % — особи у віці 18—64 років, 13,3 % — особи у віці 65 років та старші. Медіана віку мешканця становила 39,2 року. На 100 осіб жіночої статі у переписній місцевості припадало 92,8 чоловіків;  на 100 жінок у віці від 18 років та старших — 87,6 чоловіків також старших 18 років.
Середній дохід на одне домашнє господарство  становив 67 671 долар США (медіана — 60 156), а середній дохід на одну сім'ю — 73 895 доларів (медіана — 68 780). Медіана доходів становила 47 454 долари для чоловіків та 37 115 доларів для жінок. За межею бідності перебувало 9,9 % осіб, у тому числі 13,6 % дітей у віці до 18 років та 6,3 % осіб у віці 65 років та старших.
Цивільне працевлаштоване населення становило 3363 особи. Основні галузі зайнятості: освіта, охорона здоров'я та соціальна допомога — 27,4 %, виробництво — 11,3 %, науковці, спеціалісти, менеджери — 11,2 %.